# Lithiummolybdaat
Lithiummolybdaat (Li2MoO4) is het lithiumzout van molybdeenzuur. De stof komt voor als een reukloos wit, hygroscopisch en kristallijn poeder, dat zeer goed oplosbaar is in water.

## Toepassingen
De voornaamste toepassing van lithiummolybdaat is als katalysator en als corrosie-inhibitor in industriële airconditionings.